# Morro Dois Irmãos

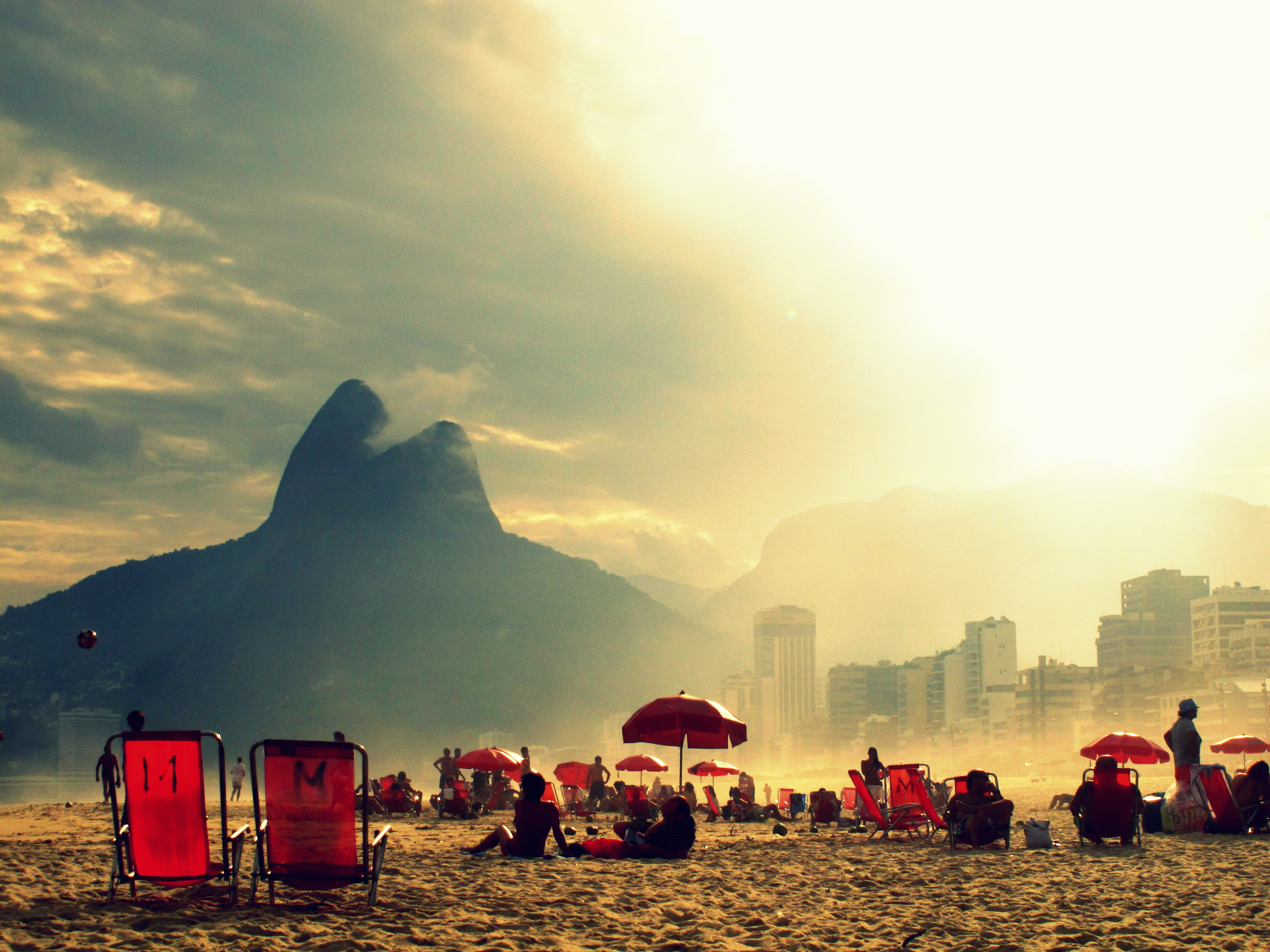
Ipanema und Morro Dois Irmãos im Hintergrund

Morro Dois Irmãos, auf Deutsch Zwei Brüder-Felsen, ist eine Felsformation in der Nähe des Stadtteils Vidigal in Rio de Janeiro. Seine Spitze ist mit 533 Metern über dem Meeresspiegel höher als der Zuckerhut (395 m), jedoch niedriger als der Corcovado (704 m). Im Park befindet sich u.a eine Skulptur von Oscar Niemeyer und ein Denkmal an die Opfer des Fluges Air France AF-447. Der Morro Dois Irmãos kann auf einem 1,5 km langen Wanderweg bestiegen werden.

## Geschichte
Um die Felsen herum wurde im Jahr 1992 mit einer Fläche von 39,55 Hektar der städtische Naturpark Penhasco Dois Irmãos eröffnet. Das umliegende Land, das im 15. und 16. Jahrhundert als Weide genutzt und anschließend bis ins 19. Jahrhundert in Zuckerrohrfelder umgewandelt worden war, wurde ab 1930 urbanisiert, daraus entstand der heutigen Stadtteil Alto Leblon. Seit 2011 ist der Park durch Verwendung modernen Solaranlagen energetisch autonom.

## Fauna & Flora
Die Vegetation des Parks besteht u. a. aus bedrohten Arten, wie die Orchideen: „orquídea-das-pedreiras“, „antúrio-das-pedras“ und die „velózia-branca“ sowie verschiedene Arten von Bromelien. Das Gebiet wird von Schwarzbüschelaffen (Callithrix penicillata), Eichhörnchen (Sciurus vulgaris), Stinktieren (Mephitidae), Fledermäusen (Microchiroptera) und Vögeln wie der Schreieule (Asio clamator), Wegebussard (Buteo magnirostris) und Feldspecht (Colaptes campestris), sowie auch von Schmetterlingen, darunter der Lungenenzian-Ameisenbläuling (Maculinea alcon), bewohnt.

## Erwähnung
Der Gipfel “Morro Dois Irmãos” wurde u.a vom Sänger Chico Buarque in dem Song “Morro Dois Irmãos” ("Dois Irmãos, quando vai alta a madrugada/E a teus pés vão-se encostar os instrumentos") sowie von Antonio Cícero in dem Song „Virgem“ von Marina Lima ("As luzes brilham no Vidigal/E não precisam de você/Os Dois Irmãos também não precisam") erwähnt.